# Zak Vinter
Zak Vinter (* 1998 in Glasgow, Schottland) ist ein britischer Skirennläufer.

## Karriere
Vinter gab sein internationales Renndebüt am 6. August 2014 bei einem FIS-Slalom am Mount Buller. Sein erstes internationales Großereignis bestritt er einige Monate später beim Europäischen Olympischen Winter-Jugendfestival in Vorarlberg bzw. Liechtenstein, wobei er mit der Mannschaft den 16. Platz belegte und im Slalom sich auf Rang 27 klassierte.
In den darauffolgenden Jahren startete Vinter bis auf wenige Ausnahmen hauptsächlich bei FIS bzw. Citizenrennen in Europa. 2018 wurde er britischer Vizemeister im Slalom, dazu gewann er noch Bronze in der Abfahrt.
Im darauffolgenden Jahr nahm er das erste Mal an Alpinen Skiweltmeisterschaften teil. Bei den Wettkämpfen in Åre belegte er im Slalom Platz 37.
Sein bisher letztes internationales Rennen bestritt Zak Vinter am  30. März 2022 in Sugarloaf.

## Privates
Sein Bruder Owen Vinter ist ebenfalls als Skirennläufer aktiv.

## Erfolge

### Weltmeisterschaften
- Åre 2019: 37. Slalom

### Juniorenweltmeisterschaften
- Davos 2018: 39. Riesenslalom, DNF Slalom
- Val di Fassa 2019: DNF Riesenslalom, DNF Slalom

### Australian New Zealand Cup
- Eine Platzierung unter den besten 5

### Nor-Am Cup
- 6 Platzierungen unter den besten 30

### Europäisches Olympisches Winter-Jugendfestival
- Vorarlberg/Liechtenstein 2015: 16. Mannschaft, 27. Slalom, DNF Riesenslalom

### Weitere Erfolge
- 3 Siege bei FIS-Rennen
- Britischer Vizemeister im Slalom (2018)
- Bronze bei den britischen Meisterschaften in der Abfahrt (2018)
- Bronze bei den britischen Meisterschaften im Super-G (2017)